# București Mall
București Mall, cunoscut și sub denumirea de Mall Vitan, este primul centru comercial modern de tip shopping mall din România, deschis în septembrie 1999.
Este situat în cartierul Vitan din București și are o suprafață închiriabilă de 36.000 de metri pătrați.
A fost deschis în urma unei investiții 35 de milioane de euro. A fost construit prin transformarea clădirii Complexului Comercial Agroindustrial Vitan, unul din Circurile Foamei, nefinalizat pană la revoluție.
În anul 2002 a avut 15 milioane de vizitatori, care au cheltuit în total 200 milioane dolari.
Este deținut de compania Anchor Group din Turcia, care mai deține și centrul comercial Plaza Romania.
Anchor Grup face parte din grupul turc FIBA și este unul dintre primii investitori străini care au intrat pe piața locală de real estate în 1997.